# Rózga
Rózga – cienka gałązka bez liści. W tradycji tzw. mikołajkowej, rózgę mogły dostać niegrzeczne dzieci od św. Mikołaja.